# Gondreville (Loiret)
Gondreville é uma comuna francesa na região administrativa do Centro, no departamento Loiret. Estende-se por uma área de 8 km². Em 2010 a comuna tinha 338 habitantes (densidade: 42,3 hab./km²).